# Léonor Mérimée
Pour les articles homonymes, voir Mérimée (homonymie).
 (mars 2013).
Jean François Léonor Mérimée, né à Chambrais (aujourd'hui Broglie) le 16 septembre 1757 et mort à Paris en 1836, est un littérateur, peintre et chimiste spécialisé dans l’art industriel et décoratif français.
Il est le père de l’écrivain Prosper Mérimée.

## Biographie
Léonor Mérimée est le fils de François Mérimée, avocat au parlement de Rouen, auteur d'un Traité des fiefs et droits féodaux en Normandie suivant l'ordre naturel des matières et de la procédure divisé en 5 parties (1760), intendant du Maréchal de Broglie, et de Louise Tillard.
Il fait ses études au collège de Caen avant d’entrer, en 1778, à l’Académie royale de peinture où il étudie avec Gabriel-François Doyen puis François-Élie Vincent aux côtés de Charles Meynier, Jacques Pajou et Charles Thévenin.
Il reçoit le second prix de Rome en 1787 et le troisième en 1788. Il se rend en Hollande, où il étudie les œuvres des primitifs flamands, puis va à Rome. Il y reste jusqu’en 1793, où la communauté française de Rome fuit les états pontificaux après l'assassinat du diplomate Nicolas-Jean Hugou de Bassville ; Mérimée rentre en France.
Il reçoit un logement de la Société populaire et républicaine des arts au Louvre où il entreprend des recherches sur la préservation des œuvres d’art au moyen de la chimie. En 1796, il reçoit une formation en restauration de peintures.
Révoqué de l’École centrale des Travaux publics à la Restauration, il demeure néanmoins secrétaire perpétuel de l’École des beaux-arts de Paris.
Surnommé « le bon Mérimée », il épouse la petite-fille de la Rouennaise Jeanne-Marie Leprince de Beaumont, Anne Moreau, elle-même peintre portraitiste. Bien qu’elle n’ait pratiqué la peinture que comme un art d’agrément, son pinceau a souvent été comparé fort favorablement à celui de son mari qui, cessant d’exposer au Salon à partir de 1802, abandonne la peinture trois ans plus tard pour se tourner vers l’histoire de l’art et la chimie. Il se livre, à l’École polytechnique, à des expériences chimiques sur la composition des peintures anciennes. Il s'intéresse également à la fabrication du papier, à la gravure, au tissage ou à la métallurgie.
En 1830, il publie le résultat de ses travaux dans le Traité de la peinture à l'huile ou des procédés matériels employés dans ce genre de peinture depuis Van Eyck jusqu'à nos jours qui peut être considéré comme le premier en son genre en matière d’histoire de l’art et de restauration.
Il est le père de Prosper Mérimée.
Sa sœur, Augustine, est la mère de 
- Louis-Jacques Fresnel (Broglie, 1786 - Jaca, 1809), lieutenant d'artillerie ;
- Augustin Fresnel ; physicien
- Léonor François Fresnel (Mathieu, 1790-Paris, 1869), ingénieur en chef des ponts et chaussées ;
- Fulgence Fresnel (Mathieu, 1795-Bagdad, 1855), orientaliste.

Léonor Mérimée est l'ami du peintre Simon Jacques Rochard qui a initié son fils au dessin. Rochard a réalisé plusieurs portraits de la famille Mérimée.

## Œuvres

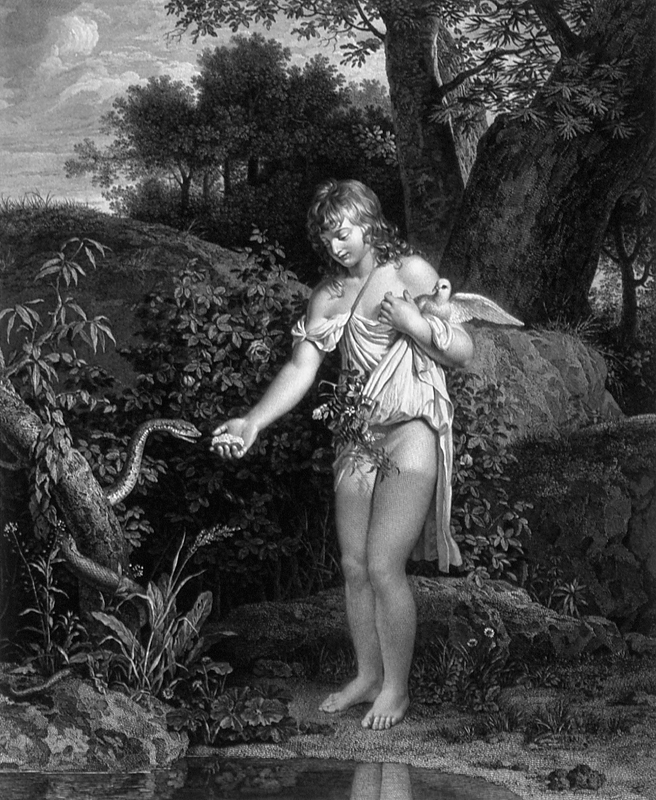
L'Innocence nourrissant un serpent, Salon de 1791. Tableau détruit en 1871, gravure par Charles-Clément Bervic, 1798.

### Peintures
- Il présente au Salon de 1791 L'Innocence nourrissant un serpent. Ce tableau, avec quelques autres, est détruit dans l'incendie de l'appartement de son fils, Prosper Mérimée, lors de la Commune de Paris en 1871. Il est cependant connu par une gravure de Charles-Clément Bervic. Prosper Mérimée indique, dans  son testament écrit en 1869, qu'il souhaite léguer ce tableau au musée du Louvre[1].
- Le tympan de la voute de la salle de Diane (salle 347) du Musée du Louvre abrite Diane rendant à Aricie Hippolyte ressuscité par Esculape (1801-1803).

### Estampes
- 1790, Des chasseurs trouvent dans une forêt le squelette de Milon de Crotone, tableau gravé au trait dans Les Annales du musée de Landon, t. 14, planche 42, p. 91.

## Publications
- Rapport fait par M. Mérimée, au nom du Comité des arts chimiques, sur les faïences imprimées de MM. Stone Coquerel et Legros-d'Anisy, dans "Bulletin de la Société d'encouragement, no LXIV, imprimerie de Mme Huzard, Paris, 1809, (lire en ligne)
- Rapport fait à la Société d'encouragement pour l'industrie nationale au nom du Comité des arts chimiques sur une nouvelle poterie de MM. Fabry et Utzschneider, à Sarguemines, dans "Bulletin de la Société d'encouragement, no LXIX, imprimerie de Mme Huzard, Paris, 1810 (lire en ligne)
- Rapport fait par M. Mérimée, au nom d'une Commission spéciale, sur la manufacture de rasoirs établie à Thiers, département du Puy-de-Dôme, par MM. Brasset-l'Héraud, père et fils, dans "Bulletin de la Société d'encouragement, no LXXXIII, imprimerie de Mme Huzard, Paris, 1811 (lire en ligne)
- De la peinture à l’huile : ou, Des procédés matériels employés dans ce genre de peinture, depuis Hubert et Jean Van-Eyck jusqu’à nos jours, Paris, Huzard, 1830 (lire en ligne)
- Instruction sur le collage du papier à la cuve, Paris, Société d’encouragement pour l’industrie nationale, 1827.

## Iconographie

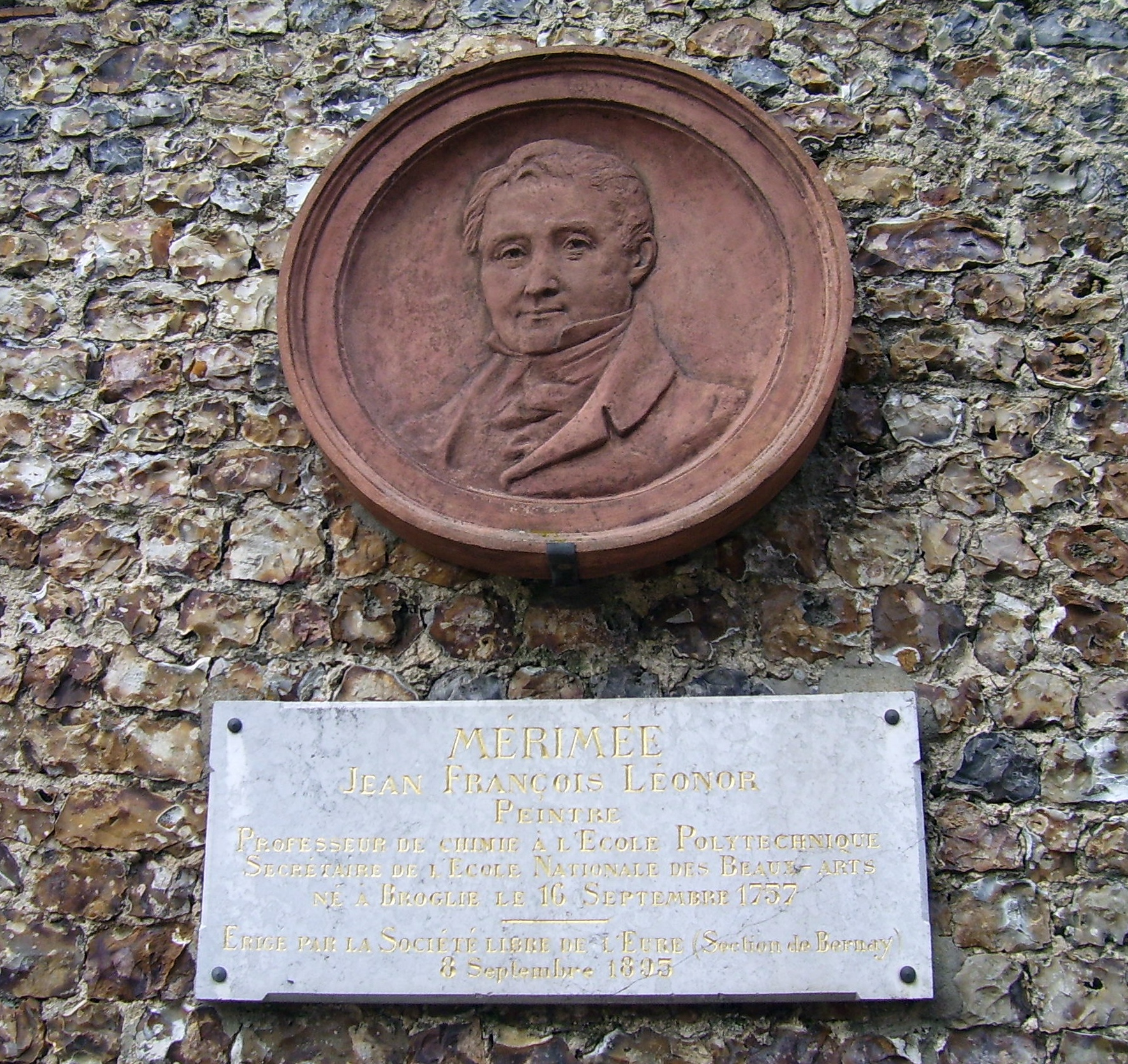
Portrait en médaillon de Léonor Mérimée à Broglie.

- 1828, Léonor Mérimée, secrétaire perpétuel de l'Académie de peinture par Simon Jacques Rochard, pastel, musée du Louvre, Paris.

## Sources
- Gaston Pinet, Léonor Mérimée (1757-1836) , Paris, ancienne librairie Honoré Champion éditeur, 1913, (OCLC 26335016) (lire en ligne).